# Kischon (Fluss)
Der Kischon (hebräisch קִישׁוֹן Qīschōn, englisch Kishon, arabisch نهر المقطع, DMG Nahru l-Muqaṭṭaʿ) ist ein Fluss im nördlichen Israel. Er entspringt nordöstlich der Berge von Gilboa, entwässert die Jesreelebene, fließt dann in nordwestlicher Richtung an der Ostseite des Karmelgebirges entlang und mündet im nördlichen Haifa in der gleichnamigen Bucht in das Mittelmeer.
In seinem Oberlauf trocknet der Kischon während des Sommers aus, im Unterlauf führt er dagegen ganzjährig Wasser; damit gehört er – wie der Yarkon – zu den wenigen Flüssen in Israel, die ganzjährig Wasser führen. Mit einer Länge von 70 Kilometern ist der Kischon zwar ein recht kurzer Fluss, er hat aber dennoch ein vergleichsweise großes Einzugsgebiet und verursacht häufiger Überschwemmungen. In seinem Mündungsbereich bestand daher in der Vergangenheit ein ausgedehnter Sumpf, der eine Besiedlung lange Zeit erschwerte.
Der Kischon gilt als einer der am stärksten verschmutzten Flüsse Israels. Im Bereich der Bucht von Haifa sind viele Industriebetriebe (vor allem der chemischen Industrie) angesiedelt, die große Mengen von Abwasser in den Fluss leiten.

## Biblische Erwähnungen
In der Bibel steht der Fluss mit zwei Ereignissen im Zusammenhang:
- Nach dem 1. Buch der Könige soll der Prophet Elija nach dem Gottesentscheid auf dem Karmel die Priester des Baal am „Bach Kischon“ umgebracht haben (1 Kön 18,40 EU).[3]
- Bereits in der Richterzeit soll am Kischon auch eine große Schlacht zwischen den von Debora und Barak angeführten Israeliten und den Kanaanitern stattgefunden haben. Dabei soll den Israeliten das Hochwasser des Kischon zu Hilfe gekommen sein, in welchem die Streitwagen der Kanaaniter stecken geblieben sein sollen (Ri 4 EU; 5 EU). Darauf bezieht sich auch Psalm 83,10 EU.[4][5]

## Literarische Erwähnungen
- In der Satire Über den Umgang mit Computern von Ephraim Kishon kämpft dieser gegen eine Steuermahnung für Reparaturarbeiten in einem Hafen, die angeblich an ihm durchgeführt wurden – der Finanzcomputer in Jerusalem hält den Autor anscheinend für den gleichnamigen Fluss.